# Dendrocygninae
Sous-famille
La sous-famille des dendrocygninés est parfois considérée, par certains auteurs, comme une famille à part entière : la famille des dendrocygnidés.

## Description
Elle comprend 8 espèces tropicales. Le nom de dendrocygne fait référence à l'habitude de certaines espèces du groupe de se percher dans les arbres. Ce groupe se caractérise par un corps trapu, un cou et des pattes assez longs. La plupart des espèces sont grégaires.

## Liste des espèces
- genre Dendrocygna Swainson, 1837 — canards siffleurs, qui comprend huit espèces :
  - Dendrocygna viduata (Linnaeus, 1766) — Dendrocygne veuf
  - Dendrocygna autumnalis (Linnaeus, 1758) — Dendrocygne à ventre noir ou Dendrocygne à bec rouge
  - Dendrocygna guttata Schlegel, 1866 — Dendrocygne tacheté
  - Dendrocygna arborea (Linnaeus, 1758) — Dendrocygne des Antilles ou Dendrocygne à bec noir
  - Dendrocygna bicolor (Vieillot, 1816) — Dendrocygne fauve
  - Dendrocygna eytoni (Eyton, 1838) — Dendrocygne d'Eyton
  - Dendrocygna arcuata (Horsfield, 1824) — Dendrocygne à lunules
  - Dendrocygna javanica (Horsfield, 1821) — Dendrocygne siffleur
- genre Thalassornis Eyton, 1838, qui comprend une espèce :
  - Thalassornis leuconotus Eyton, 1838 — Dendrocygne à dos blanc

Certains auteurs font de Thalassornis l'unique genre de la sous-famille des thalassorninés.

## Référence
- (fr + en) ITIS : - Dendrocygnidae